# Norstedts uppslagsbok
Norstedts uppslagsbok är en uppslagsbok i ett band som har utgivits i flera upplagor, den första 1927. Den senaste upplagan gavs ut 2007, av Bokförlaget Prisma. Den innehåller 65 000 uppslagsord och 2 500 bilder på 1 500 sidor.